# Ptilocleptis tomentosa
Ptilocleptis tomentosa är en biart som beskrevs av Michener 1978. Ptilocleptis tomentosa ingår i släktet Ptilocleptis och familjen vägbin. Inga underarter finns listade i Catalogue of Life.